# Petroscirtes variabilis
Petroscirtes variabilis là một loài cá biển thuộc chi Petroscirtes trong họ Cá mào gà. Loài này được mô tả lần đầu tiên vào năm 1849.

## Từ nguyên
Tính từ định danh variabilis trong tiếng Latinh nghĩa là "biến đổi", không rõ hàm ý, có lẽ đề cập đến những màu sắc ở loài cá này.

## Phân bố và môi trường sống
Từ Sri Lanka, P. variabilis có phân bố trải dài về phía đông đến Fiji (trừ vịnh Bengal), phía bắc đến bờ nam đảo Đài Loan và quần đảo Yaeyama, và phía nam đến rạn san hô Great Barrier. P. variabilis đã được phát hiện ở Khu bảo tồn biển Viễn Đông của Nga (phía tây biển Nhật Bản).
P. variabilis sống trên thảm cỏ biển ở các đầm phá, độ sâu đến ít nhất là 30 m, hoặc bám theo cụm tảo mơ trong hoặc ngay sau mùa mưa.

## Mô tả
Chiều dài lớn nhất được ghi nhận ở P. variabilis là 15 cm. Đầu và thân lốm đốm, với 5–6 vạch sọc màu sẫm ở hai bên thân, thường có những chấm xanh lam nhỏ. Các vây có nhiều đốm màu sẫm. Vây lưng thường có một chấm đen nhỏ trên màng vây đầu tiên. Loài này dị hình giới tính: cá đực có màu nâu cam và lớn hơn so với cá cái màu xanh lục.
Số gai vây lưng: 10–11; Số tia vây lưng: 16–19; Số gai vây hậu môn: 2; Số tia vây hậu môn: 16–19; Số tia vây ngực: 13–15; răng tiền hàm trên: 24–45; răng hàm dưới: 24–48.

## Sinh thái
P. variabilis chủ yếu ăn các loài giáp xác nhỏ, thỉnh thoảng ăn cả vảy cá khác. Trứng của P. variabilis có chất kết dính, được gắn vào chất nền thông qua một tấm đế dính dạng sợi. Cá bột là dạng phiêu sinh vật, thường được tìm thấy ở vùng nước nông gần bờ.
Vỏ trai bàn mai Pinna rỗng cũng đóng vai trò là nơi trú ẩn và đẻ trứng của P. variabilis.